# GQ (雑誌)
GQは、ニューヨークに拠点を置き、1931年に創刊した国際的な月刊男性向け雑誌である。主な内容は男性のファッション、スタイル、文化であり、他に食べ物、映画、フィットネス、セックス、音楽、旅行、スポーツ、テクノロジー、書籍も取り上げられている。
GQは「Gentlemen's Quarterly（男性向け季刊誌）」の略で、元は季刊誌であったことに由来する。

## 歴史
GQは、1931年にアメリカ合衆国で『Apparel Arts』として創刊した。『Apparel Arts』は、主に卸売のバイヤーや小売店の店員を対象とした、衣料品取引の男性向けファッション雑誌だった。当初は業界のインサイダーのみを対象として、顧客にアドバイスを提供できるようにするためのもので、発行部数が非常に限られていた。小売業者よりも小売店の顧客の間でこの雑誌が人気となったことから、1933年に世界初の男性向け雑誌『エスクァイア』が創刊した。
『Apparel Arts』はエスクァイア社によって長年にわたって出版されてきたが、1957年に男性向け季刊誌に変わり、1958年にタイトルが『Gentlemen's Quarterly』に変更された。
1967年に『Gentlemen's Quarterly』は『GQ』にタイトルが変更された。1983年にコンデナストが出版権を買収し、編集長アート・クーパーは、雑誌の方向性をファッションを超えたものに変更し、『GQ』をエスクァイア誌と競合する男性向け一般誌とした。その後、アメリカ版の編集方針に則った国際版が刊行された。